# Malali, Mudhol
Malali là một làng thuộc tehsil Mudhol, huyện Bagalkot, bang Karnataka, Ấn Độ.